# Ja, Daniel Blake
Ja, Daniel Blake (ang. I, Daniel Blake, 2016) – brytyjsko-francusko-belgijski dramat społeczny w reżyserii Kena Loacha.
Światowa premiera filmu mała miejsce 13 maja 2016 r., podczas 69. Międzynarodowego Festiwalu Filmowego w Cannes, w ramach którego obraz brał udział w Konkursie Głównym. Na tym festiwalu film otrzymał nagrodę główną − Złotą Palmę.
Polska premiera filmu nastąpiła 22 lipca 2016 roku, w ramach 16. Międzynarodowego Festiwalu Filmowego T-Mobile Nowe Horyzonty we Wrocławiu. Następnie film został wyświetlony na otwarcie 10. Festiwalu Filmów i Sztuki Dwa Brzegi w Kazimierzu Dolnym 30 lipca 2016 roku.

## Obsada
- Dave Johns jako Daniel Blake
- Hayley Squires jako Katie
- Dylan McKiernan jako Dylan
- Briana Shann jako Daisy

i inni

## Nagrody i nominacje
69. Międzynarodowy Festiwal Filmowy w Cannes
- nagroda: Złota Palma − Ken Loach
- nagroda: Nagroda Jury Ekumenicznego − Ken Loach
- nagroda: Palm DogManitarian Award − Ken Loach

29. ceremonia wręczenia Europejskich Nagród Filmowych
- nagroda: Europejska Nagroda Uniwersytecka − Ken Loach
- nominacja: Najlepszy Europejski Reżyser − Ken Loach
- nominacja: Najlepszy Europejski Scenarzysta − Paul Laverty
- nominacja: Najlepszy Europejski Film − Ken Loach i Rebecca O’Brien
- nominacja: Najlepszy Europejski Aktor − Dave Johns

70. ceremonia wręczenia nagród Brytyjskiej Akademii Filmowej
- nominacja: najlepszy film − Rebecca O’Brien
- nagroda: najlepszy brytyjski film − Ken Loach, Rebecca O’Brien i Paul Laverty
- nominacja: najlepsza reżyseria − Ken Loach
- nominacja: najlepszy scenariusz oryginalny − Paul Laverty
- nominacja: najlepsza aktorka drugoplanowa − Hayley Squires

42. ceremonia wręczenia Cezarów
- nominacja: najlepszy film zagraniczny (Wielka Brytania) – Ken Loach

31. ceremonia wręczenia nagród Goya
- nominacja: najlepszy film europejski (Wielka Brytania) – Ken Loach